# Rhetinantha witsenioides
Rhetinantha witsenioides là một loài thực vật có hoa trong họ Lan. Loài này được (Schltr.) M.A.Blanco mô tả khoa học đầu tiên năm 2007.